# HD 32436
HD 32436，又名CD-26 1975，SAO 169997、HR 1628，是一颗恒星，视星等为5.02，位于銀經227.45，銀緯-34.62，其B1900.0坐标为赤經4h 58m 5.7s，赤緯-26° -34.62′ 0″。